# Otello (Rossini)
Otello là vở opera 3 màn của nhà soạn nhạc người Ý Gioachino Rossini. Tác phẩm này được viết lời bởi Francesco Maria Berio di Salsa, dựa trên vở kịch Othello của đại văn hào người Anh William Shakespeare. Đây là một trong 3 vở opera mà Rossini cảm thấy hài lòng nhất (cùng với Il Barbiere di Siviglia và Guillaume Tell). Vở opera được trình diễn lần đầu tiên tại Teatro del Fondo, thành phố Napoli của Ý vào ngày 4 tháng 12 năm 1816. Điều đáng chú ý là bản overture của Otello lúc đầu dành cho Il Turco in Italia, sau đó lại dành cho Sigismondo.